# Conrad Meyer (Politiker)
Conrad Meyer (* 11. Mai 1604 in Herisau; † vor 1671; heimatberechtigt in Herisau) war ein Schweizer Gemeindepräsident, Landeshauptmann und Landvogt im Rheintal aus dem Kanton Appenzell Ausserrhoden.

## Leben
Conrad Meyer war ein Sohn von Jöri Meyer, Gemeindehauptmann und Catharina Zölpfer. Im Jahr 1625 heiratete er Regula Kunz. Von 1636 bis 1639 amtierte er als Gemeindehauptmann in Herisau. Ab 1639 bis 1647 war er Ausserrhoder Landeshauptmann. In den Jahren 1648 bis 1650 versah er den Posten des Landvogts im Rheintal. Meyer unterstützte mit seinem Vater die Ablösung Schwellbrunns von Herisau. Er brachte dieses Begehren 1647 vor den Grossen Rat. Seine Amtsführung als Landvogt trug ihm den Übernamen "Crudelis" ein. Dies führte 1656 zur Aberkennung seiner Wahlfähigkeit durch die Landsgemeinde. 1659 wählte ihn die Gemeinde Herisau trotzdem zum Ratsherrn. 1664 wurde Meyer rehabilitiert und nahm als kantonaler Delegierter an einer militärischen Konferenz mit St. Gallen teil. Er organisierte 1646 ein grosses Freischiessen in Herisau.